# Gościmiec
Gościmiec (niem. Gottschimmerbruch) – wieś w Polsce położona w województwie lubuskim, w powiecie strzelecko-drezdeneckim, w gminie Zwierzyn.

## Historia
Na obszarze wsi odnaleziono pozostałości po mieszkańcach z okresu kultury pucharów lejkowatych. W 1724 król Fryderyk Wilhelm I nadał tu ziemię osadnikom. Wieś nazwano wówczas Gottschimmerbruch. W XVIII wieku posadowiono w okolicy dwie kolonie o nazwach: Stare Trzcinno – Alt Schöningsbruch oraz Nowe Trzcinno – Neu Schöningsbruch. Z czasem utraciły one autonomię i obecnie stanowią część Gościmca. Podczas II wojny światowej Niemcy zwieźli tu pokaźną liczbę polskich robotników przymusowych. Osadnictwo polskie po 1945 nie zmieniło rolniczego charakteru miejscowości.
W latach 1954–1958 wieś należała i była siedzibą władz gromady Gościmiec, po jej zniesieniu w gromadzie Zwierzyń. W latach 1975–1998 miejscowość administracyjnie należała do województwa gorzowskiego.

## Zabytki
Do wojewódzkiego rejestru zabytków wpisany jest:
- kościół ewangelicki, obecnie rzymskokatolicki filialny pod wezwaniem Narodzenia Najświętszej Maryi Panny[7], szachulcowy, z połowy XIX wieku